# Franco Urru
Franco Urru (Roma, 27 luglio 1960 – Roma, 29 novembre 2012) è stato un fumettista italiano, meglio noto in America come coautore di Spike: Asylum e Spike: Shadow Puppets per IDW Publishing.
È stato il principale artista in Angel: After the Fall, fumetto basato sulla serie televisiva Angel, di cui ha curato anche le copertine.